# Park Narodowy Los Corales del Rosario y de San Bernardo
Park Narodowy Los Corales del Rosario y de San Bernardo (hiszp. Parque nacional natural Los Corales del Rosario y de San Bernardo) – park narodowy u wybrzeży Kolumbii (departamenty Bolívar i Sucre). Został utworzony 5 lutego 1977 roku i zajmuje obszar 1235,02 km². Na zachód od niego znajduje się Park Narodowy Corales de Profundidad.

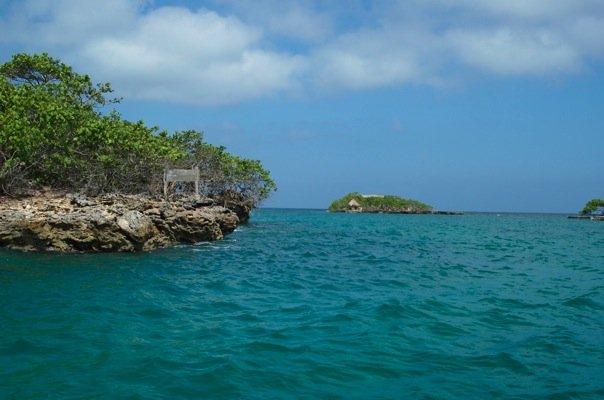
Archipelag Islas Corales del Rosario

## Opis
Park obejmuje fragment Morza Karaibskiego, na skraju szelfu kontynentalnego, na zachód i południe od półwyspu Barú. Na terenie parku znajdują się dwa archipelagi: Islas Corales del Rosario i Archipiélago de San Bernardo składające się z 27 niewielkich wysp. Główne ekosystemy chronione w parku to rafy koralowe i lasy namorzynowe.
Średnia roczna temperatura wynosi około +28 °C, a średnie roczne opady 900 mm.

## Flora
W lasach namorzynowych rosną głównie Rhizophora mangle, Laguncularia racemosa, Conocarpus erectus, Avicennia germinans i narażona na wyginięcie (VU) Pelliciera rhizophorae. Występujące tu trawy morskie należą do gatunków Thalassia testudinum, Syringodium filiforme, Halodule wrightii i Halophila decipiens.

## Fauna
W parku zidentyfikowano 80 gatunków koralowców. Są to krytycznie zagrożone wyginięciem (CR) Millepora complanata, Acropora cervicornis, Acropora palmata i Agaricia tenuifolia, a także m.in.: Porites astreoides, Montastraea annularis, Gorgonia ventalina.
Ptaki tu żyjące to m.in.: czapla trójbarwna, gołąbczak karaibski, ibis biały i fregata wielka.
W parku występują trzy gatunki żółwi. Krytycznie zagrożony wyginięciem (CR) żółw szylkretowy, zagrożony wyginięciem (EN) żółw jadalny i narażony na wyginięcie (VU) karetta.
Z ryb w wodach parku żyją krytycznie zagrożony wyginięciem (CR) Epinephelus striatus, narażone na wyginięcie (VU) żarłacz czarnopłetwy, tarpon atlantycki, Lutjanus cyanopterus, odyńczyk, granik śniegowy, granik itajara, pławikonik grzywacz i  Ginglymostoma cirratum, a także m.in.: Hippocampus reidi, żuchwik, geres karaibski, lucjan muton, Scarus guacamaia.